# Andrzej Bursa
Andrzej Bursa (* 21. März 1932 in Krakau; † 15. November 1957 ebenda) war ein polnischer Dichter, Prosaschreiber, Dramatiker und Journalist. Er gehörte zur Generation der „Współczesność“ (Heute-Generation), die zum Kreis der verfemten Dichter gehörten.

## Leben
Die Eltern Bursas waren Lehrer von Beruf. Aus ideologischen Gründen trennten sie sich 1947. Vater Feliks war politisch aktiv, und seine kommunistischen Ansichten führten zu einem Konflikt mit seinem Sohn. Während des Zweiten Weltkriegs besuchte Bursa geheime Klassen und schrieb sich 1945 am 5. Gymnasium Jan Kochanowski in Krakau ein. Nach dem Abitur besuchte Andrzej Bursa die Abteilung für Journalismus der Fakultät für Philosophie und Geschichte der Jagiellonen-Universität und wechselte nach einem Monat an die Philosophische Fakultät dieser Universität mit einer Spezialisierung auf Bulgarisch. Im Februar 1952 heiratete er Ludwika Szemioth – eine Studentin der Akademie der bildenden Künste in Krakau; im selben Jahr wurde ihr Sohn Michał geboren. Von Dezember 1954 bis Sommer 1957 arbeitete er als Reporter für die Zeitschrift Dziennik Polski in Krakau. Sein früher Tod mit 25 Jahren ging mit dem Mythos des Selbstmordes einher – die eigentliche Ursache war ein angeborener Defekt der Aorta. Er wurde auf dem Friedhof Rakowicki im Viertel IIB beigesetzt.

## Werke
Die literarische Tätigkeit des Dichters war von kurzer Dauer, nur drei Jahre.
Seine Arbeit war weitgehend von Rebellion, Brutalität und Zynismus geprägt; Die Gedichte waren geprägt von Naturalismus und Antiästhetik. Bursa war ein Dichter, der nach dauerhaften humanistischen Werten und Wahrheiten über den Menschen und sich selbst suchte. Die Werke des Künstlers beschreiben die Realität der Zeit auf entlarvende und kompromisslose Weise perfekt und sind gleichzeitig mit versteckter Lyrik gesättigt.
Rebellion gegen die Normen des sozialen Lebens, der romantischen Tradition, Konventionen und Moral sind nur eine oberflächliche Lesart von Bursas Werk. Der Dichter bemerkte das Böse, das um ihn herum existierte, und drückte es mit angemessenen literarischen Mitteln aus, aber seine Werke zeigen ein klares Bedürfnis, mit dem Guten zu kommunizieren. In seinen Gedichten lassen sich drei Werkgruppen unterscheiden:
- Rebellengedichte,
- Gedichte, in denen unerfüllte arkadische Träume gezeigt wurden (z. B. das Gedicht Luiza),
- reflektierende Lyrik, überraschend mit der Tiefe der Reflexion und Reife der Form (z. B. das Gedicht Karneval).[5]

Als Individualist war er zu dieser Zeit keiner der zahlreichen literarischen Gruppen zugeordnet.
2013 veröffentlichte die Fonetyka-Band ein Musikalbum mit den Gedichten des Dichters.
Andrzej Bursa veröffentlichte siebenunddreißig Gedichte und eine Kurzgeschichte in (hauptsächlich studentischen) Magazinen.